# Festival de Cannes 2019
A 72.ª edição do Festival anual de Cannes foi realizada entre os dias 14 a 25 de maio de 2019. O cineasta mexicano Alejandro González Iñárritu foi eleito o presidente do júri do festival.
O filme The Dead Don't Die, dirigido por Jim Jarmusch, abriu o festival. A cerimônia honrou a cineasta belga Agnès Varda, cujo momento de filmagem do filme Le Pointe Courte (1955) está representado no pôster oficial do evento.

## Comissão jurídica

### Longas-metragens
- Alejandro González Iñárritu, cineasta mexicano, presidente do júri[2]
- Enki Bilal, quadrinista, artista e cineasta francês[5]
- Robin Campillo, cineasta francês[5]
- Maimouna N'Diaye, atriz e cineasta senegalesa[5]
- Elle Fanning, atriz norte-americana[5]
- Yorgos Lanthimos, cineasta grego[5]
- Paweł Pawlikowski, cineasta polonês[5]
- Kelly Reichardt, cineasta norte-americana[5]
- Alice Rohrwacher, cineasta italiana[5]

### Un Certain Regard
- Nadine Labaki, cineasta libanesa e presidente do júri[6][7]
- Marina Foïs, atriz francesa[7]
- Nurhan Sekerci-Porst, produtor cinematográfico alemão[7]
- Lisandro Alonso, cineasta argentino[7]
- Lukas Dhont, cineasta belga[7]

### Caméra d'Or
- Rithy Panh, cineasta cambojano e presidente do júri[8]
- Alice Diop, cineasta francesa
- Sandrine Marques, crítica de cinema, escritora e cineasta francesa
- Benoît Delhomme, diretor de fotografia francês
- Nicolas Naegelen, engenheiro de som francês

### Cinéfondation e curtas-metragens
- Claire Denis, cineasta francês e presidente do júri[9][10]
- Stacy Martin, atriz franco-inglesa[10]
- Eran Kolirin, cineasta israelense[10]
- Panos H. Koutras, cineasta grego[10]
- Cătălin Mitulescu, cineasta romeno[10]

### Prêmios independentes
Semana da Crítica Internacional
- Ciro Guerra, cineasta colombiano e presidente do júri[11][12]
- Amira Casar, atriz britânica
- Marianne Slot, produtora cinematográfica francesa
- Djia Mambu, crítico de cinema e jornalista belga
- Jonas Carpignano, cinesta italiano

L'Œil d'Or
- Yolande Zauberman, cineasta francês e presidente do júri[13]
- Romane Bohringer, atriz e cineasta francesa
- Éric Caravaca, ator e cineasta francês
- Iván Giroud, cineasta cubano
- Ross McElwee, cineasta norte-americano

Queer Palm
- Virginie Ledoyen, atriz francesa e presidente do júri[14]
- Claire Duguet, cineasta e diretora de fotografia francesa
- Kee-Yoon Kim, comediante francesa
- Filipe Matzembacher, cineasta brasileiro
- Marcio Reolon, cineasta brasileiro

## Prêmios

### Seleção oficial
Em Competição
- Palma de Ouro – Gisaengchung por Bong Joon-ho
- Grand Prix – Atlantique por Mati Diop
- Prêmio do Júri (empate):
  - Bacurau por Kleber Mendonça Filho e Juliano Dornelles
  - Os Miseráveis por Ladj Ly
- Prêmio de direção – Irmãos Dardenne por Le Jeune Ahmed
- Prêmio de Roteiro - Céline Sciamma por Portrait de la jeune fille en feu
- Prêmio de interpretação feminina – Emily Beecham  por Little Joe
- Prêmio de interpretação masculina –  Antonio Banderas por Dor e Glória
- Menção especial - It Must Be Heaven por Elia Suleiman